# Château de la Londe
Le château de la Londe est une demeure, du XVIIIe siècle, qui se dresse sur le territoire de la commune française de Biéville-Beuville dans le département du Calvados, en région Normandie.
Le château est inscrit aux monuments historiques.

## Localisation
Le château est situé sur le territoire de la commune de Biéville-Beuville, au nord-est de celle d'Épron, dans le département français du Calvados.

## Historique
En 1571 Nicolas Andrey, bourgeois de Caen, commence à acquérir des terres à Biéville. En achetant un fief, son fils devient sieur des Pommeraies et transmet le titre à ses descendants qui continuent à agrandir le domaine. En 1743 Jacques Andrey des Pommeraies, conseiller du roi et trésorier de France à Caen fait construire le château et devient seigneur du fief de la Londe érigé en fief de haubert en 1764.
En 1771, Pierre Andrey des Pommeraies, fils de Jacques, fait construire un pavillon de chaque côté du château à l'entrée de la grille gardée par un saut de loup. En 1786, bien que n'habitant pas le château en permanence, il fait ériger une chapelle où il est inhumé en 1806,.
Pendant la Révolution en 1791, François-Richard-Aimé Langlois, prêtre réfractaire, est arrêté au château. Mais les propriétaires ne sont pas inquiétés et le prêtre est même libéré trois mois plus tard. Le domaine passe ensuite à François Richard de la Londe marié à une des filles de Pierre Andrey des Pommeraies, quand il rachète une partie de l'héritage de ses belles-sœurs dont les biens avaient été confisqués en tant que biens d'émigrées. La partie habitation de la ferme attenante reste en possession d'une de ses belles-sœurs mariée à un Letellier de Larguilly,
Dès la génération suivante la Londe revient par alliance à Victor Rouxelin de Formigny puis à son fils Arthur-Richard Rouxelin de Formigny de La Londe. Henry Rouxelin de Formigny de la Londe, agriculteur dans les années 1920, habitait au château en 1974. Au début du XXIe siècle La Londe appartenait toujours aux Rouxelin de Formigny.
Pendant la Seconde Guerre mondiale le château est occupé par un poste de commandement de l'armée allemande. Des fêtes et des rencontres sportives sont organisées dans le parc.
Le 28 juin 1944 après le débarquement allié, lors de l'opération Mitten, la Londe est prise d'assaut par le premier régiment de Suffolk qui subit de lourdes pertes. Le château est gravement endommagé dans les combats. Les dégâts occasionnés ont été réparés dans les années 1950 ou 60 ?[réf. souhaitée].
Le château de la Petite Londe, tout proche, a été complètement détruit dans les combats des 27 et 28 juin 1944.

## Description
Le château se rattache au groupe de « maisons des champs » ou « maisons de campagne » bâties au milieu du XVIIIe siècle par les notables caennais.
Il s'élève au bout d'une longue allée bordée d'arbres. Une grille ouvragée et un saut de loup défendent l'entrée de la propriété. Deux pavillons à usage de remise et d'écurie encadrent la grille. Le cadastre de 1808 montre la présence d'un colombier de 650 boulins qui n'existe plus sur le cadastre du XXIe siècle. La chapelle située dans l'alignement sud-ouest du corps de logis, construite à la fin du XVIIIe siècle, a également disparu.

### Le corps de logis
Comme de nombreuses demeures du XVIIIe siècle il est composé d'un sous-sol dont les soupiraux sont visibles, d'un rez-de-chaussée et d'un étage surmonté d'un toit en ardoise percé de lucarnes. Le bâtiment de forme rectangulaire présente côté cour et côté jardin un avant-corps à fronton triangulaire encadré par trois travées parfaitement symétriques. Quelques marches permettent d'accéder à la porte d'entrée.
Les caves du sous-sol sont voûtées. Contrairement au château de Tracy-sur-Mer construit à la même époque, dont les frontons sont ornés de sculptures, la demeure de La Londe a été pensée pour le confort de ses habitants plus que pour le décorum.

## Protection aux monuments historiques
Le château de la Londe, ses pavillons d'entrée et son parc sont inscrits au titre des monuments historiques par arrêté du 28 août 1947.